# Giải vô địch bóng đá CONCACAF 1981
Giải vô địch bóng đá CONCACAF 1981 là Cúp bóng đá Bắc, Trung Mỹ và Caribe lần thứ tám, diễn ra ở Honduras từ 1 đến 22 tháng 11 năm 1981, giải đấu có 6 đội tuyển tham gia, thi đấu vòng tròn tính điểm để chọn ra nhà vô địch. Đây cũng là vòng loại Giải vô địch bóng đá thế giới 1982. Chủ nhà Honduras giành chức vô địch đầu tiên sau khi vượt qua El Salvador ở lượt trận cuối. Hai đội Honduras và El Salvador giành quyền tham dự giải vô địch bóng đá thế giới 1982.

## Địa điểm
| Tegucigalpa |                                     |
| Tegucigalpa | Tegucigalpa                         |
| ----------- | ----------------------------------- |
| Tegucigalpa | Sân vận động Tiburcio Carías Andino |
| Tegucigalpa | Sức chứa: 35.000                    |
| Tegucigalpa |                                     |

## Vòng chung kết
| Thứ hạng | Đội         | Pts | Pld | W | D | L | GF | GA | GD |
| -------- | ----------- | --- | --- | - | - | - | -- | -- | -- |
| 1        | Honduras    | 8   | 5   | 3 | 2 | 0 | 8  | 1  | +7 |
| 2        | El Salvador | 6   | 5   | 2 | 2 | 1 | 2  | 1  | +1 |
| 3        | México      | 5   | 5   | 1 | 3 | 1 | 6  | 3  | +3 |
| 4        | Canada      | 5   | 5   | 1 | 3 | 1 | 6  | 6  | 0  |
| 5        | Cuba        | 4   | 5   | 1 | 2 | 2 | 4  | 8  | −4 |
| 6        | Haiti       | 2   | 5   | 0 | 2 | 3 | 2  | 9  | −7 |

Honduras và El Salvador giành quyền tham dự giải vô địch bóng đá thế giới 1982.
| 1 tháng 11 năm 1981 | México                                       | 4 – 0 | Cuba | Tegucigalpa, Honduras                                                                  |  |
|                     | Castro 18' · H. Sánchez 43', 50' · Manzo 53' |       |      | Sân vận động: Sân vận động Tiburcio Carías Andino Trọng tài: Méndez Molina (Guatemala) |  |

| 2 tháng 11 năm 1981 | Canada         | 1 – 0 | El Salvador | Tegucigalpa, Honduras                                                              |  |
|                     | Stojanovic 90' |       |             | Sân vận động: Sân vận động Tiburcio Carías Andino Trọng tài: Pagano Trucios (Peru) |  |

| 3 tháng 11 năm 1981 | Honduras                                          | 4 – 0 | Haiti | Tegucigalpa, Honduras                                                        |  |
|                     | Buezo 35' · Urquia 40' · Laing 64' · Figueroa 75' |       |       | Sân vận động: Sân vận động Tiburcio Carías Andino Trọng tài: Aragao (Brasil) |  |

| 6 tháng 11 năm 1981 | Haiti       | 1 – 1 | Canada         | Tegucigalpa, Honduras                                                                     |  |
|                     | Romulus 34' |       | Stojanović 50' | Sân vận động: Sân vận động Tiburcio Carías Andino Trọng tài: Gracias Regalado (Guatemala) |  |

| 6 tháng 11 năm 1981 | México | 0 – 1 | El Salvador   | Tegucigalpa, Honduras                                                        |  |
|                     |        |       | Hernandez 81' | Sân vận động: Sân vận động Tiburcio Carías Andino Trọng tài: Aragao (Brasil) |  |

| 8 tháng 11 năm 1981 | Honduras               | 2 – 0 | Cuba | Tegucigalpa, Honduras                                                                                           |  |
|                     | Buezo 36' · Costly 69' |       |      | Sân vận động: Sân vận động Tiburcio Carías Andino Lượng khán giả: 33,876 Trọng tài: Siles Calderón (Costa Rica) |  |

| 11 tháng 11 năm 1981 | El Salvador | 0 – 0 | Cuba | Tegucigalpa, Honduras                                                       |
|                      |             |       |      | Sân vận động: Sân vận động Tiburcio Carías Andino Trọng tài: Socha (Hoa Kỳ) |

| 11 tháng 11 năm 1981 | México         | 1 – 1 | Haiti     | Tegucigalpa, Honduras                                                              |  |
|                      | H. Sánchez 87' |       | Cadet 47' | Sân vận động: Sân vận động Tiburcio Carías Andino Trọng tài: Pagano Trucios (Peru) |  |

| 12 tháng 11 năm 1981 | Honduras                     | 2 – 1 | Canada     | Tegucigalpa, Honduras                                                                  |  |
|                      | Caballero 12' · Figueroa 40' |       | Bridge 19' | Sân vận động: Sân vận động Tiburcio Carías Andino Trọng tài: Méndez Molina (Guatemala) |  |

| 15 tháng 11 năm 1981 | Haiti | 0 – 2 | Cuba                           | Tegucigalpa, Honduras                                                            |  |
|                      |       |       | Mathieu 55' (l.n.) · Nuñez 90' | Sân vận động: Sân vận động Tiburcio Carías Andino Trọng tài: Bijlhout (Suriname) |  |

| 15 tháng 11 năm 1981 | México     | 1 – 1 | Canada     | Tegucigalpa, Honduras                                                       |  |
|                      | Castro 29' |       | Bridge 57' | Sân vận động: Sân vận động Tiburcio Carías Andino Trọng tài: Socha (Hoa Kỳ) |  |

| 16 tháng 11 năm 1981 | Honduras | 0 – 0 | El Salvador | Tegucigalpa, Honduras                                                                    |
|                      |          |       |             | Sân vận động: Sân vận động Tiburcio Carías Andino Trọng tài: Siles Calderón (Costa Rica) |

| 19 tháng 11 năm 1981 | Haiti | 0 – 1 | El Salvador | Tegucigalpa, Honduras                                                                    |  |
|                      |       |       | Huezo       | Sân vận động: Sân vận động Tiburcio Carías Andino Trọng tài: Downer (Trinidad và Tobago) |  |

| 21 tháng 11 năm 1981 | Cuba              | 2 – 2 | Canada                   | Tegucigalpa, Honduras                                                              |  |
|                      | Nuñez · Rodriguez |       | McLeod 48' · Iarusci 84' | Sân vận động: Sân vận động Tiburcio Carías Andino Trọng tài: Pagano Trucios (Peru) |  |

| 22 tháng 11 năm 1981 | Honduras | 0 – 0 | México | Tegucigalpa, Honduras                                                       |
|                      |          |       |        | Sân vận động: Sân vận động Tiburcio Carías Andino Trọng tài: Socha (Hoa Kỳ) |

### Vô địch
| Vô địch Cúp Vàng CONCACAF 1981 Honduras Lần thứ nhất |

## Vua phá lưới
3 bàn
- Hugo Sánchez